# Встреча (мультфильм)
«Встреча» — мультипликационный фильм режиссера Михаила Титова, снятый киностудией «Киевнаучфильм» в 1984 году. Один из немногих советских мультипликационных фильмов посвященный теме инопланетян и уфологии, хотя и с оттенком юмора.

## Сюжет
На космическом корабле инопланетян-гуманоидов с планеты Аа-Ла, руководитель экспедиции по наблюдению за планетой Земля вызывает к себе разведчика-мимикрию. Тот, приняв человеческий облик, должен вступить в контакт с любым жителем планеты, чтобы выяснить — верят ли земляне в существования инопланетян и догадываются ли они, что за их планетой ведется наблюдение. Для установления контакта с несовершенными формами землян рекомендуется использовать алкоголь и табак. О результатах операции следует доложить немедленно.
Гуманоид приземляется в сельской местности, где после недолгого путешествия обнаруживает старый заброшенный дом-заимку, который облюбовали местные рыбаки для временного ночлега. Решив, что дом обитаем, он входит в него и исследует земные предметы быта. Внезапно на улице начинается гроза и в дом забегает приезжий рыбак, переждать непогоду. Инопланетянин, приняв незнакомца за хозяина дома, немедленно превращается в человека с обложки журнала, который только что держал (внешне походит на французского киноактёра Жан-Поля Бельмондо). Щегольски одетый незнакомец представляется гостем с пикника на обочине (отсылка к Стругацким). 
Инопланетянин охотно соглашается разделить убежище с рыбаком и предлагает выкурить по сигарете за знакомство. Человек, нисколько не удивленный внешним видом и поведением пришельца, предлагает в ответ согреться алкоголем. Слово за слово, у них завязывается спор о существах с других планет и летающих тарелках. Попутно инопланетянин кладет на место старую куклу, которая постоянно, почему-то падает с подоконника. В итоге, пришельцу удается убедить землянина, что никаких инопланетян не существует. Рыбак остается переночевать в избушке, а гуманоид удаляется восвояси.
Инопланетянин возвращается на борт своего гравилета и докладывает в космоцентр, что земляне не верят в существование внеземных летающих объектов, а затем улетает прочь с планеты. Через мгновение рыбак подрывается с места и бежит из избушки в направлении топей, после чего из глубин болота взлетает космический аппарат в форме колокола. Оказывается этот человек был замаскированным инопланетянином-рептилией с аналогичной миссией. Рептилия докладывает космоцентру планеты Бу-Ла, что земляне не верят в существование инопланетян. Наконец, старая кукла, являющаяся инопланетным автономным передатчиком с планеты Маа-Ла, тоже даёт информацию на свою планету о том, что земляне не верят в существование внеземных форм жизни.

## Особенности
Персонажи-пришельцы отличаются интересной проработкой своей анатомии. Так гуманоид с планеты Аа-Ла, внешне напоминающий водолаза, продавливает ногами почву из-за большей силы земного притяжения. Существо находит решение в корректировке размера своих ступней, но даже после этого оно издает довольно громкие шаги. Также оно способно концентрировать сгустки плазмы для создания источника света. Тело пришельца постоянно извивается, вытягивается и пульсирует, что говорит об отсутствии развитого скелета и напоминает движения наполнителя лавовой лампы. При употреблении алкоголя его вес значительно возрастает, в результате чего он проломил пол и чуть было на разрушил дом, опершись на подоконник. Пришелец с планеты Бу-Ла анатомически схож с земноводными и прекрасно себя чувствует как в воде, так и на суше. Алкоголь видимого эффекта не оказывает, курение вызывает сильный кашель. Космический корабль спрятан под водой, внутрь он попадает с помощью пузыря. Кукла-передатчик возможно реагирует только на звуковой сигнал или же изначально распознает пришельцев, которые ввели друг друга в заблуждение. Проработаны и средства доставки инопланетян на землю. Корабль гуманоида представляет собой высокотехнологичную летающую тарелку, у рептилии — заполненный водой, абстрактный аппарат в форме колокола. 

## Восприятие
Как отмечает The Encyclopedia of Science Fiction: «Занимательный короткометражный фильм о трёх группах инопланетян, считающих, что они участвовали в первом контакте с людьми. Стиль анимации меняется в зависимости от происходящего: сельский пейзаж реалистичен, а для первого инопланетянина и его космического корабля он изобретательный: кружащийся, дезориентирующий и плавный».